# Orgelvogels
Orgelvogels, fluitvogels of Cracticinae zijn een onderfamilie van vogels uit de orde zangvogels. Volgens de IOC World Bird List versie 4.4. is de familie Cracticidae opgegaan in de familie Artamidae, waartoe vóór deze samenvoeging alleen de zogenaamde spitsvogels van het geslacht Artamus behoorden.

## Verspreiding en leefgebied
Vertegenwoordigers van deze familie komen voor in Australië en Nieuw-Guinea.

## Taxonomie
De onderfamilie Cracticinae bevat vier onderling verschillende geslachten:
1. Het eerste geslacht bestaat uit de beide Peltops-soorten. Dit zijn betrekkelijk kleine bosvogels die in alleen in Nieuw-Guinea voorkomen.[1]
2. De "echte" orgelvogels (geslacht Cracticus), zo genoemd naar het geluid dat ze maken. Dit zijn allemaal middelgrote soorten die – hoewel ze behoren tot de zangvogels – zich vaak gedragen als roofvogels die jagen op grotere prooien zoals hagedissen en zelfs kleine andere vogels.[2]
3. De zwartrugfluitvogel uit het monotypische geslacht Gymnorhina wordt ook wel tot de vorige groep gerekend.
4. Vervolgens zijn er de klauwierkraaien (geslacht Stepera). Dit zijn vrij grote vogels (45 tot meer dan 50 cm). Dit zijn uitgesproken omnivoren, die zich ophouden in open landschappen maar ook wel in steden en bij boomgaarden waar ze soms een plaag vormen. Ze leven van insecten en afval. Ze gebruiken hun grote snavels om larven onder boombast vandaan te halen.[2]

Deze hele familie behoort tot de superfamilie Corvoidea, waartoe ook de kraaien behoren.

### Geslachtenlijst
De volgende geslachten zijn bij de familie ingedeeld:
- Artamus Vieillot, 1816
- Peltops Wagler, 1829
- Melloria Mathews, 1912
- Gymnorhina Gray, GR, 1840
- Cracticus Vieillot, 1816 ("echte orgelvogels")
- Strepera Lesson, R, 1831 (Klauwierkraaien)